# التحبيب السام

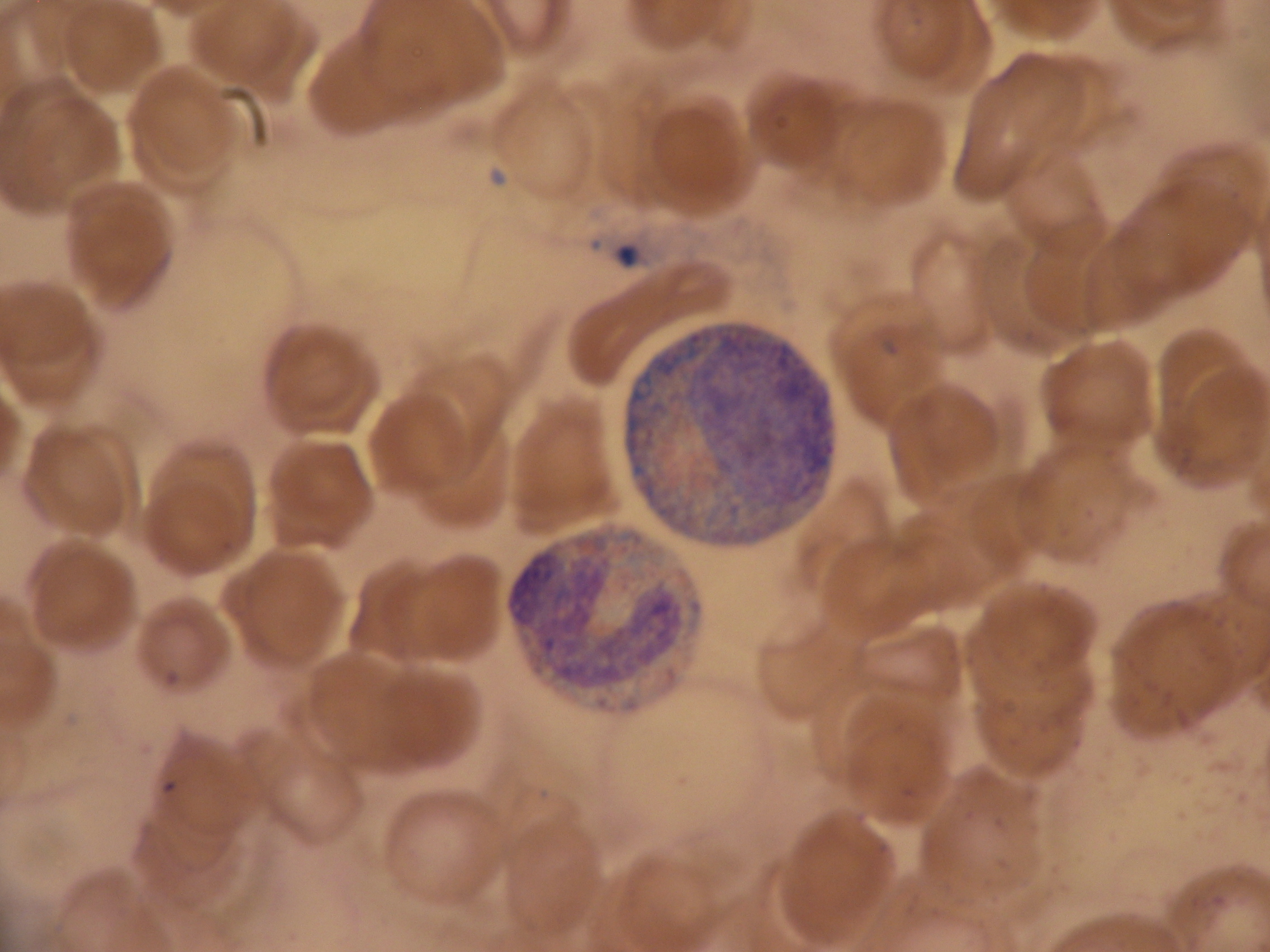
التحبيب السام في إثنين خلايا الدم البيضاء، فحص نخاع العظم.

التحبيب السام يطلق على حبيبات خشنة داكنة موجودة في خلايا حبيبية، وبالتحديد الكريات العَدِلَة، في المرضى الذين يعانون من حالات إلتهابية.

## أهمية سريرية
جنبًا إلى جنب مع أجسام دولي والفراغ السامة، والتي تعتبر نتيجتان أخريان في السيتوبلازم الخاص بالخلايا الحبيبية، التحبيب السام هو إكتشاف فِلْمُ الدَّمِ المحيطي يوحي بوجود عملية التهابية. التحبيب السام عادةً ما يوجد في المرضي الذين يعانون من عدوى بكتيرية وتعفن الدم، على الرغم من أن النتيجة غير محددة. يعالج المرضى بالعلاج الكيمايئي، أو عامل محفز لتشكل مستعمرة الخلاية الحبيبية، دواء سيتوكين، قد يظهر أيضًا تحبيبًا سامًا.

## مركب (البنية)
الحُبَيباتٌ السُمِّيَّة تتكوّن بشكل رئيسي من أنزيمات البيروكسيداز وهيدرولاز الحمض. وتتشابه في تكوينها مع الحبيبات الأولية الموجودة في الخلايا الحبيبية الغير ناضجة مثل سَليفَةُ النَّقوِيَّة. على الرغم من أن العدلات الناضجة طبيعية، إلا أنها تحتوي على بعض الحبيبات الأولية، يصعب التعرف على الحبيبات بالمجهر الضوئي لأنها تفقد لونها الأزرق الغامق مع نضوج الخلايا. بالتالي يمثل التحبيب السام نضوجًا غير طبيعي للعدلات.

## حالات مماثلة
مرضى الحالة الموروثة شذوذ ألدر رايلي لديهم حبيبات كبيرة جدًا، ملطخة داكنة في العدلات الخاصة بدمهم، والتي يمكن الخلط بينها وبين التحبيب السام.

## أنظر أيضًا
- التهاب
- العدلات